# リーバップ・クワク・バー
リーバップ・クワク・バー（Rebop Kwaku Baah、1944年2月13日 - 1983年1月12日）は、ガーナ出身の打楽器奏者である。1970年代にトラフィックやカンなどのロック・バンドに在籍した。

## 略歴
ガーナのコノンゴで生まれた。
1969年、ランディ・ウェストンのアルバム"African Rhythms"に参加した。同年9月、ニック・ドレイクの楽曲'Three Hours'で演奏した。
1971年、スウェーデンでツアー中だったイングランドのトラフィックと出会い、メンバーに迎えられた。『ザ・ロウ・スパーク・オブ・ハイヒールド・ボーイズ』（1971年）、『シュート・アウト・アット・ザ・ファンタジー・ファクトリー』（1973年）、『ホエン・ジ・イーグル・フライズ』（1974年）の3作のスタジオ・アルバムと、『ウェルカム・トゥ・ザ・キャンティーン』（1971年）、『オン・ザ・ロード』（1973年）の2作のライヴ・アルバムに参加した。在籍中の1973年1月13日にロンドンのレインボー・シアターで開かれたエリック・クラプトンのコンサートに、トラフィックの同僚であるスティーヴ・ウィンウッドとジム・キャパルデイと共に出演した。
1977年、ウィンウッドの初のソロ・アルバムで演奏。同年、元トラフィックのロスコ・ジー（ベース）と共にドイツのカンに加入。1979年の解散まで在籍して、アルバム『ソウ・ディライト』『アウト・オブ・リーチ』『カン』に参加。
1983年、ゼハラというバンドでアルバムを制作。同年、ジミー・クリフとのツアー中、スウェーデンで公演中に脳出血で亡くなった。最後のソロ・アルバム"Melodies in a Jungle Man's Head"は、未完成で発表された。

## ディスコグラフィ

### ソロ・アルバム
- Reebop (1972年)
- Anthony Reebop Kwaku Baah (1973年)
- Trance (1977年)
- Melodies in a Jungle Man's Head (1983年)

### トラフィック
- 『ウェルカム・トゥ・ザ・キャンティーン』 - Welcome to the Canteen (1971年) ※ライブ・アルバム
- 『ザ・ロウ・スパーク・オブ・ハイヒールド・ボーイズ』 - The Low Spark of High Heeled Boys (1971年)
- 『シュート・アウト・アット・ザ・ファンタジー・ファクトリー』 - Shoot Out at the Fantasy Factory (1973年)
- 『オン・ザ・ロード』 - On The Road (1973年) ※ライブ・アルバム

### カン
- 『ソウ・ディライト』 - Saw Delight (1977年)
- 『アウト・オブ・リーチ』 - Out of Reach (1978年)
- 『カン』 - Can (1979年)

### 参加アルバム
- Wynder K. Frog : Out Of The Frying Pan (1968年)
- ランディ・ウェストン : African Cookbook (1969年)
- ジム・キャパルディ : Oh How We Danced (1972年)
- エリック・クラプトン : 『レインボー・コンサート』 - Eric Clapton's Rainbow Concert (1973年)
- フリー : 『ハートブレイカー』 - Heartbreaker (1973年) ※「Wishing Well」でコンガを演奏
- ローリング・ストーンズ : 『山羊の頭のスープ』 - Goats Head Soup (1973年)
- ヴィヴィアン・スタンシャル : Men Opening Umbrellas Ahead (1974年)
- ジム・キャパルディ : 『ジム・キャパルディの肖像』 - Short Cut Draw Blood (1975年)
- ビリー・コブハム : 『ファンキー・サイド・オブ・シングス』 - A Funky Thide of Sings (1975年)
- スティーヴ・ウィンウッド : 『スティーヴ・ウィンウッド』 - Steve Winwood (1977年)
- The Unknown Cases : "Masimbabele (12" 45)" (1983年)
- The Unknown Cases : Cuba (1983年)
- ウォーリィ・バドロウ : 『エコーズ』 - Echoes (1984年) ※「Jungle」に参加
- フリー : "Wishing Well 12" remix" (1985年) ※コンガを演奏